# Clematis integrifolia
Clematis integrifolia és una espècie de liana o planta enfiladissa llenyosa de la classe dels magnoliòpsids de la família de les ranunculàcies.